# Vatovaea pseudolablab
Vatovaea pseudolablab är en ärtväxtart som först beskrevs av Hermann August Theodor Harms, och fick sitt nu gällande namn av Jan Bevington Gillett. Vatovaea pseudolablab ingår i släktet Vatovaea och familjen ärtväxter. Inga underarter finns listade i Catalogue of Life.